# Watsonarctia deserta

Watsonarctia deserta (Bartel 1902) је врста ноћног лептира (мољца) из породице Erebidae. Watsonarctia је монотипски род, дакле ово је једини представник рода.

## Распрострањење и станиште
W. deserta живи у централној и југо-источној Европи, јужној Русији, јужном Сибиру на исток до Бајкалског језера, такође и у Малој Азији, Јерменији, Азербејџану и деловима Кине. У Србији се ретко среће, углавном на висинама преко 500 метара надморске висине али среће се и на око 1500 м. Насељава сува и топла места као што су падине налик степама, суви травњаци и пределе са каменитом подлогом.

## Опис
Крила су карактеристично обојена, у основи тамно браон, сиве боје са светлим шарама. Могу имати и светлије црвене шаре. На глави имају чуперак. Распон крила је од 26 до 34 mm. Презимљава у стадијуму лутке. Лептир лети од краја априла, током маја и јуна. Гусеница се развија између јуна и августа, храни се најчешће биљкама из породице Rubiaceae (врсте из родова Galium и Asperiula).

## Синоними
- Arctia casta var. deserta Bartel, 1902
- Phalaena casta Esper, 1785 nec Pallas, 1767
- Watsonarctia casta (Esper, 1785)
- Eucharia casta (Esper, 1785)
- Arctia casta (Esper, 1785)